# Colomascirtus tapichalaca
Espèce
Statut de conservation UICN

 DD  : Données insuffisantes
Synonymes
- Hyla tapichalaca Kizirian, Coloma & Paredes-Recalde, 2003
- Hyloscirtus tapichalaca Faivovich, Haddad, Garcia, Frost, Campbell, and Wheeler, 2005

Colomascirtus tapichalaca est une espèce d'amphibiens de la famille des Hylidae.

## Répartition
Cette espèce est endémique d'Équateur. Elle se rencontre vers 2 667 m d'altitude dans la réserve biologique de Tapichalaca dans le canton de Palanda dans la province de Zamora-Chinchipe,.

## Étymologie
Son nom d'espèce lui a été donné en référence à son lieu de découverte, la réserve biologique de Tapichalaca.

## Publication originale
- Kizirian, Coloma & Paredes-Recalde, 2003 : A new treefrog (Hylidae: Hyla) from Southern Ecuador and a description of its antipredator behavior. Herpetologica, vol. 59, p. 339-349.